# KBS 뉴스 9 울산
《KBS 뉴스 9 울산》은 KBS 울산 1TV에서 매주 평일 오후 9시 30분, 주말 오후 9시 10분에 방송 중인 울산 지역 메인 뉴스 프로그램이다.

## 개요
KBS 울산 9시 뉴스로 읽는다. 

## 앵커
| 대수 | 앵커   | 앵커   | 진행 기간                          | 비고              |
| 대수 | 남성   | 여성   | 진행 기간                          | 비고              |
| ---- | ------ | ------ | ---------------------------------- | ----------------- |
| 1대  | 서명균 | 조현아 | 일자 미상 ~ 2016년 7월 22일        | [ 1 ] [ 2 ] [ 3 ] |
| 임시 | 서명균 | 빈칸   | 2016년 7월 25일 ~ 2016년 7월 29일  |                   |
| 2대  | 서명균 | 윤지운 | 2016년 8월 1일 ~ 2016년 9월 2일    |                   |
| 임시 | 서명균 | 빈칸   | 2016년 9월 6일 ~ 2016년 9월 13일   | [ 4 ]             |
| 3대  | 서명균 | 오보람 | 2016년 9월 16일 ~ 2017년 8월 28일  | [ 5 ] [ 6 ]       |
| 4대  | 서명균 | 빈칸   | 2017년 8월 29일 ~ 2019년 3월 7일   |                   |
| 5대  | 김호영 | 빈칸   | 2019년 3월 11일 ~ 2020년 12월 30일 |                   |
| 임시 | 빈칸   | 박수연 | 2020년 12월 31일 ~ 2021년 1월 1일  |                   |
| 6대  | 빈칸   | 김다은 | 2021년 1월 4일 ~ 2025년 5월 4일    |                   |
| 7대  | 빈칸   | 가은혜 | 2025년 5월 7일 ~ 현재              |                   |

## 경쟁 프로그램
- MBC 뉴스데스크 울산 (울산MBC TV)
- ubc 프라임뉴스 (ubc TV)